# Austromyrtus styphelioides
Austromyrtus styphelioides är en myrtenväxtart som först beskrevs av Rudolf Schlechter, och fick sitt nu gällande namn av Karl Ewald Maximilian Burret. Austromyrtus styphelioides ingår i släktet Austromyrtus och familjen myrtenväxter.
Artens utbredningsområde är Nya Kaledonien. Inga underarter finns listade i Catalogue of Life.